# Olbramov (Horní Stropnice)
Olbramov (také Olbramy, německy Wolfersdorf) je osada, část obce Horní Stropnice v okrese České Budějovice v Jihočeském kraji. Nachází se asi dva kilometry severozápadně od Horní Stropnice. Olbramov leží v katastrálním území Svébohy o výměře 10,89 km².

## Historie
První písemná zmínka o vesnici pochází z roku 1394. Bývala zde tvrz, která od konce 16. století nebyla obývána a v dalších stoletích zanikla. V roce 1633 Olbramov koupila Marie Magdalena Buquoyová a ves se stala součástí novohradského panství.

## Obyvatelstvo
| Rok            | 1869 | 1880 | 1890 | 1900 | 1910 | 1921 | 1930 | 1950 | 1961 | 1970 | 1980 | 1991 | 2001 | 2011 | 2021 |
| -------------- | ---- | ---- | ---- | ---- | ---- | ---- | ---- | ---- | ---- | ---- | ---- | ---- | ---- | ---- | ---- |
| Počet obyvatel | 48   | 9    | 0    | 38   | 40   | 0    | 30   | 0    | 0    | 89   | 63   | 64   | 57   | 52   | 47   |
| Počet domů     | 8    | 2    | 0    | 2    | 2    | 3    | 3    | 0    | 0    | 18   | 15   | 18   | 18   | 18   | 19   |

## Obecní správa
Olbramov vznikl k 1. května 2003 jako část obce Horní Stropnice v okrese České Budějovice.